# عبد الله فؤاد
عبد الله فؤاد رجل أعمال سعودي وأحد رواد التغيير في قطاعي المقاولات والعقارات في السعودية. وهو من مواليد عام 1925م في الدمام، أسس عام 1950 مجموعة عبد الله فؤاد التي تعد من بين أكبر 100 شركة سعودية.

## النشأة
شهد «عبد الله عبد العزيز بوبشيت»، وهذا هو الاسم الحقيقي لعبد الله فؤاد، طلاق والديه وهو لم يبلغ ثلاث سنوات من عمره، فانتقل للعيش في بيت جده لأمه يوسف بن خالد أبو بشيت في قرية الجسرة في البحرين، وفي عام 1943 تزوجت والدته من عبد الله بن جاسم أبو بشيت الملقب بعبد الله فؤاد، فانتقل للسكن معهما، وكان زوج والدته أكثر الشخصيات تأثيرًا في حياته، وظلّ يحمل اسمه (عبد الله فؤاد) حتى وفاته. وقد عمل في بداية حياته خادماً لأسرة أمريكية مقابل تعليمه اللغة الإنجليزية. وفي العام 1944 توفي عمه عبد الله فؤاد، فعاد إلى الخبر للبقاء مع والدته التي سمته عبد الله فؤاد وفاء لزوجها الراحل.

## العائلة
لعبد الله فؤاد ولدان وتسع بنات.

## العمل
- عمل في بداية حياته العملية عام 1940م بوظيفة مراسل في شركة أرامكو.[3]
- عمل في شركة «بابكو» في البحرين.
- بدأ في عام 1947م بمشروع مقاولة غسيل سيارات شركة أرامكو.
- استقال في منتصف عام 1948م من أرامكو بعد أن بلغت قيمة المقاولات التي نفذها 14 مليون ريال ليبدأ مشواره طريقه في عالم المقاولات.
- افتتح في آخر عام 1950م مكتبا للترجمة في الدمام، وقام بترجمة مقتطفات من بعض الصحف والمراسلات والعقود لصالح شركة أرامكو.
- أسس عام 1950 مجموعة عبد الله فؤاد التي كانت في بدايتها شركة مقاولات صغيرة، وأصبحت مجموعة ضخمة ومتنوعة الأنشطة اليوم.
- حصل في عام 1954م على مشروع صغير من شركة أميركية تنفذ أعمالاً في مطار الظهران، ونفذ هذا المشروع بشراكة مع الأخوين عبد العزيز وسعد المعجل.
- قام في عام 1954م بتنفيذ مشروع للمؤسسة العامة للخطوط الحديدية بمساعدة شركة إيطالية بقيمة تبلغ 35 ألف ريال للبرج الواحد.
- أسس مع علي التميمي مشروعا مشتركا عرف باسم (تميمي وفؤاد)، وتنوعت استثمارات هذه الشركة بين شراء العقارات والدخول في مجالات جديدة مثل الاستثمار في أسهم البنوك، كما أسسا شركات ومصانع وفنادق وحصلا على وكالات عالمية كبرى.
- افتتح في عام 1979 أول سوبر ماركت في الخبر، وهي فكرة جديدة في إنشاء الأسواق المركزية الحديثة.
- أسس عام 1971م مؤسسة فؤاد عبد الله فؤاد (فافكو) التي نفذت مشروعات ضخمة لصالح أرامكو وعددًا من الشركات السعودية الكبرى، كما نفذت لاحقًا مبنى مستشفى عبد الله فؤاد والمقر الرئيسي للمجموعة وعددًا من المصانع والمجمعات السكنية، إضافة إلى المؤسسة الأم «عبد الله فؤاد»، ثم تحولت إلى مجموعة شركات تحت اسم «مجموعة شركات عبد الله فؤاد».[4]

## سيرته الذاتية
صدرت سيرته عام 1999م بعنوان (عبد الله فؤاد ومشوار الإصرار والتحدي)، أعدها الأستاذ خالد بو علي.

## وفاته
توفي عبد الله فؤاد عام 2015م عن عمر يناهز التسعين عاماً ودفن في مقبرة الدمام.